# Elección complementaria de Chile del 18 de marzo de 1951
El 18 de marzo de 1951 se realizó una elección parlamentaria complementaria para llenar la vacancia de un diputado en la 17° Agrupación Departamental, compuesta por la provincia de Concepción, producto del fallecimiento del diputado Ángel Muñoz García (PR) el 11 de enero de 1951.
En la elección resultó vencedora la candidata del Partido Radical, Inés Enríquez Frödden, convirtiéndose en la primera mujer diputada en la historia de Chile.

## Candidatos
El 3 de febrero de 1951 fue promulgado el decreto que convocaba a una elección extraordinaria de un diputado en la 17.ª Agrupación Departamental para el domingo 18 de marzo.
El 16 de febrero el Consejo Provincial del Partido Radical presentó al Comité Ejecutivo Nacional (CEN) de la colectividad de terna de precandidatos para la postulación a diputado, la cual estuvo compuesta por Inés Enríquez, Rafael Ogale Mayorga y Ernesto Parra Pradenas. El CEN proclamó el 22 de febrero a Enríquez como su candidata, convirtiéndose en la segunda mujer en que se postulaba a un cargo parlamentario; la primera fue María de la Cruz Toledo, quien se presentó en las elecciones parlamentarias de 1949 pero no resultó elegida en dicha ocasión. Producto de su nominación, Inés Enríquez renunció al cargo de intendenta de la provincia de Concepción el 24 de febrero. El 28 de febrero la Falange Nacional decidió apoyar su candidatura, y fue inscrita oficialmente el 3 de marzo. El 8 de marzo el Partido Conservador Social Cristiano recomendó a sus adherentes votar por Enríquez, quien también recibió el apoyo del Partido Democrático (PDo).
El Partido Democrático de Chile (PDoCh) presentó la candidatura del médico Esteban Bedoya. Había surgido también en el partido la postulación del exdiputado Juan Bautista Rosetti, la cual finalmente no se concretó. El 2 de marzo fue inscrita su candidatura con el apoyo del Partido Liberal.
El Partido Socialista Popular presentó la candidatura de Óscar Waiss, quien al respecto señaló: "Me mandan como piloto suicida, y yo hago muy bien ese papel". Waiss, que hasta febrero de 1951 era dirigente de la Junta Nacional de Empleados de Chile (JUNECH), era apoyado por el denominado «Bloque Popular».

## Resultados
Los resultados definitivos de la elección, de acuerdo a la sentencia de proclamación del Tribunal Calificador de Elecciones, fueron los siguientes:
|  | 45.52 % |

|  | 35.22 % |

|  | 19.26 % |

El resultado preliminar del día de la elección, desagregado a nivel de departamento, fue el siguiente:
| Departamento       | Enríquez | Bedoya | Waiss | Blancos | Nulos |
| ------------------ | -------- | ------ | ----- | ------- | ----- |
| Departamento       |          |        |       | Blancos | Nulos |
| Tomé               | 2586     | 1251   | 576   | 33      | 25    |
| Talcahuano         | 2007     | 1285   | 943   | 32      | 53    |
| Concepción         | 8383     | 6088   | 3896  | 0       | 0     |
| Coronel            | 2020     | 2121   | 1556  | 30      | 36    |
| Yumbel             | 1939     | 2375   | 203   | 40      | 3     |
| Total              | 16 935   | 13 120 | 7174  | 135     | 117   |
| Fuente: La Nación. |          |        |       |         |       |

## Reacciones
A las 19 horas del 28 de marzo de 1951, luego de saberse los resultados de la elección complementaria, Inés Enríquez recibió una llamada telefónica del presidente de la República, Gabriel González Videla, felicitándola por su triunfo.
El 18 de abril de 1951 Inés Enríquez fue proclamada por el Tribunal Calificador de Elecciones (Tricel), y el 24 del mismo mes asumió su cargo en la Cámara de Diputados, en la misma fecha que Ramón Noguera Prieto (PCT) y Mariano Puga Vega (PL), quienes triunfaron en las elecciones complementarias realizadas el 4 de marzo.